# United States Chess League 2014
Die United States Chess League 2014 war die zehnte Austragung der United States Chess League, der US-amerikanischen Mannschaftsmeisterschaft im Schach.
Meister wurde die Mannschaft der St. Louis Arch Bishops, während der Titelverteidiger Miami Sharks im Playoff-Halbfinale scheiterte. Mit den Atlanta Kings und den (in Brownsville (Texas) beheimateten) Rio Grande Ospreys waren zwei neue Teams am Start, so dass der Wettbewerb mit 18 Mannschaften ausgetragen wurde.
Zu den gemeldeten Mannschaftskadern siehe Mannschaftskader der United States Chess League 2014.

## Spieltermine
Die Wettkämpfe der Vorrunde (Regular Season) fanden statt am 26./27. August, 2./3., 9./10., 16./17. und 23./24. September, 30. September/1. Oktober, 7./8., 14./15., 21./22. und 28./29. Oktober 2014, wobei an einem Termin je vier und am anderen Termin je fünf Wettkämpfe gespielt wurden. Die Wildcard Round fand am 5. November statt, das Viertelfinale wurde am 12. November gespielt, das Halbfinale am 19. November, und das Finale am 3. Dezember. Alle Wettkämpfe wurde via Internet auf dem Server des Internet Chess Club gespielt.

## Modus
Die 18 teilnehmenden Teams wurden in drei Sechsergruppen (Eastern Division, Southern Division und Western Division) eingeteilt. Jede Mannschaft spielte je zweimal gegen ein Mitglied der gleichen Gruppe und je einmal gegen die übrigen vier Mitglieder der gleichen Gruppe sowie gegen je zwei Teams der beiden anderen Gruppen. Über die Platzierung entschied zunächst die Anzahl der Mannschaftspunkte (ein Punkt für einen Sieg, ein halber Punkt für ein Unentschieden, kein Punkt für eine Niederlage), anschließend die Zahl der Brettpunkte (ein Punkt für einen Sieg, ein halber Punkt für ein Unentschieden, kein Punkt für eine Niederlage). Die ersten Drei jeder Gruppe sowie der Vierte der Gruppe, deren Mannschaften gegen die übrigen Gruppen am erfolgreichsten waren, qualifizierten sich für die Finalrunde (Playoff), die im k.-o.-System ausgetragen wurde. Dabei waren die beiden ersten jeder Gruppe direkt für das Viertelfinale qualifiziert, während die übrigen vier Playoff-Teilnehmer in der Wildcard Round die beiden letzten Viertelfinalplätze ausspielten.

## Vorrunde

### Gruppeneinteilung
Die 18 Mannschaften wurden wie folgt in die Vorrunden eingeteilt:
| Eastern Division        | Southern Division        | Western Division        |
| ----------------------- | ------------------------ | ----------------------- |
| New York Knights        | Miami Sharks             | San Francisco Mechanics |
| Philadelphia Inventors  | Baltimore Kingfishers    | Dallas Destiny          |
| New Jersey Knockouts    | St. Louis Arch Bishops   | Arizona Scorpions       |
| Manhattan Applesauce    | Carolina Cobras          | Rio Grande Ospreys      |
| Boston Blitz            | Connecticut Dreadnoughts | Seattle Sluggers        |
| New England Nor'easters | Atlanta Kings            | Los Angeles Vibe        |

### Eastern Division
Vor der letzten Runde hatten sich bereits Manhattan, New York und New Jersey für das Playoff qualifiziert, die Entscheidung darüber, welche Mannschaften sich für das Viertelfinale qualifizierten und welche die Wildcard Round bestreiten musste, fiel allerdings erst in der letzten Runde.

#### Abschlusstabelle
| Pl. | Verein                      | Sp | G | U | V | MP      | Brett-P.  |
| --- | --------------------------- | -- | - | - | - | ------- | --------- |
| 01. | Manhattan Applesauce (C)    | 10 | 7 | 1 | 2 | 7,5:2,5 | 22,5:17,5 |
| 02. | New York Knights            | 10 | 5 | 4 | 1 | 7,0:3,0 | 22,0:18,0 |
| 03. | New Jersey Knockouts        | 10 | 5 | 3 | 2 | 6,5:3,5 | 21,5:18,5 |
| 04. | Philadelphia Inventors      | 10 | 4 | 2 | 4 | 5,0:5,0 | 19,5:20,5 |
| 05. | Boston Blitz                | 10 | 1 | 4 | 6 | 3,0:7,0 | 17,0:23,0 |
| 06. | New England Nor'easters (C) | 10 | 0 | 1 | 9 | 0,5:9,5 | 13,5:26,5 |

#### Entscheidungen
|     | qualifiziert für das Viertelfinale: Manhattan Applesauce, New York Knights |
|     | qualifiziert für die Wildcard Round: New Jersey Knockouts                  |
| (C) | Conferencesieger des Vorjahres                                             |

### Southern Division
Vor der letzten Runde stand St. Louis bereits als Gruppensieger fest, während die Entscheidung um die Plätze 2 und 3 in den direkten Vergleichen zwischen Connecticut und Baltimore sowie Miami und Atlanta fiel.

#### Abschlusstabelle
| Pl. | Verein                   | Sp | G | U | V | MP      | Brett-P.  |
| --- | ------------------------ | -- | - | - | - | ------- | --------- |
| 01. | St. Louis Arch Bishops   | 10 | 7 | 1 | 2 | 7,5:2,5 | 25,0:15,0 |
| 02. | Miami Sharks (M, C)      | 10 | 4 | 2 | 4 | 5,0:5,0 | 18,5:21,5 |
| 03. | Connecticut Dreadnoughts | 10 | 3 | 3 | 4 | 4,5:5,5 | 20,5:19,5 |
| 04. | Baltimore Kingfishers    | 10 | 4 | 1 | 5 | 4,5:5,5 | 19,5:20,5 |
| 05. | Atlanta Kings (N)        | 10 | 3 | 2 | 5 | 4,0:6,0 | 20,0:20,0 |
| 06. | Carolina Cobras          | 10 | 3 | 1 | 6 | 3,5:6,5 | 17,0:23,0 |

#### Entscheidungen
|     | qualifiziert für das Viertelfinale: St. Louis Arch Bishops, Miami Sharks |
|     | qualifiziert für die Wildcard Round: Connecticut Dreadnoughts            |
| (M) | Meister des Vorjahres                                                    |
| (C) | Conferencesieger des Vorjahres                                           |
| (N) | erstmals teilnehmendes Team                                              |

### Western Division
Vor der letzten Runde war Dallas bereits Gruppensieger, während die Entscheidung über Platz 2 und Platz 4 (der für die Teilnahme an der Wildcard Round berechtigte, da die Western Division im Quervergleich am erfolgreichsten war) erst in der letzten Runde fiel.

#### Abschlusstabelle
| Pl. | Verein                      | Sp | G | U | V | MP      | Brett-P.  |
| --- | --------------------------- | -- | - | - | - | ------- | --------- |
| 01. | Dallas Destiny              | 10 | 7 | 2 | 1 | 8,0:2,0 | 26,5:13,5 |
| 02. | Rio Grande Ospreys (N)      | 10 | 6 | 1 | 3 | 6,5:3,5 | 20,5:19,5 |
| 03. | San Francisco Mechanics (C) | 10 | 5 | 2 | 3 | 6,0:4,0 | 22,5:17,5 |
| 04. | Seattle Sluggers            | 10 | 4 | 1 | 5 | 4,5:5,5 | 22,0:18,0 |
| 05. | Arizona Scorpions           | 10 | 2 | 4 | 4 | 4,0:6,0 | 17,5:22,5 |
| 06. | Los Angeles Vibe            | 10 | 1 | 3 | 6 | 2,5:7,5 | 14,5:25,5 |

#### Entscheidungen
|     | qualifiziert für das Viertelfinale: Dallas Destiny, Rio Grande Ospreys         |
|     | qualifiziert für die Wildcard Round: San Francisco Mechanics, Seattle Sluggers |
| (C) | Conferencesieger des Vorjahres                                                 |
| (N) | erstmals teilnehmendes Team                                                    |

### Quervergleich der Divisionen
Im Vergleich lag die Western Division deutlich vorne.
| Pl. | Division          | Sp | MP        | Brett-P.  |
| --- | ----------------- | -- | --------- | --------- |
| 01. | Western Division  | 24 | 13,5:10,5 | 51,5:44,5 |
| 02. | Eastern Division  | 24 | 11,5:12,5 | 44,0:54,0 |
| 03. | Southern Division | 24 | 11,0:13,0 | 48,5:47,5 |

#### Entscheidungen
|  | zusätzlicher Startplatz in der Wildcard Round: Western Division |

## Endrunde

### Übersicht
Für die Ermittlung der Paarungen im Playoff wurde eine gesamte Setzliste festgelegt. Maßgebend war zunächst die Platzierung in der Vorrunde, anschließend die Zahl der Mannschaftspunkte. Daraus ergab sich folgende Setzliste:
| Nr. | Mannschaft               |
| --- | ------------------------ |
| 1   | Dallas Destiny           |
| 2   | St. Louis Arch Bishops   |
| 3   | Manhattan Applesauce     |
| 4   | New York Knights         |
| 5   | Rio Grande Ospreys       |
| 6   | Miami Sharks             |
| 7   | New Jersey Knockouts     |
| 8   | San Francisco Mechanics  |
| 9   | Connecticut Dreadnoughts |
| 10  | Seattle Sluggers         |

|  | Wildcard Round           | Wildcard Round |                        |                        | Viertelfinale           | Viertelfinale |  |  | Halbfinale | Halbfinale |  |  | Finale | Finale |
|  |                          |                |                        |                        |                         |               |  |  |            |            |  |  |        |        |
|  |                          |                |                        |                        |                         |               |  |  |            |            |  |  |        |        |
|  | Dallas Destiny           |                |                        |                        |                         |               |  |  |            |            |  |  |        |        |
|  | Freilos                  |                |                        |                        |                         |               |  |  |            |            |  |  |        |        |
|  | Dallas Destiny           | 3              |                        |                        |                         |               |  |  |            |            |  |  |        |        |
|  | Dallas Destiny           | 3              |                        |                        |                         |               |  |  |            |            |  |  |        |        |
|  |                          |                |                        |                        | San Francisco Mechanics | 1             |  |  |            |            |  |  |        |        |
|  | San Francisco Mechanics  | 2½             |                        |                        | San Francisco Mechanics | 1             |  |  |            |            |  |  |        |        |
|  | San Francisco Mechanics  | 2½             |                        |                        |                         |               |  |  |            |            |  |  |        |        |
|  | Connecticut Dreadnoughts | 1½             |                        |                        |                         |               |  |  |            |            |  |  |        |        |
|  | Connecticut Dreadnoughts | 1½             | Dallas Destiny         | 2½                     |                         |               |  |  |            |            |  |  |        |        |
|  |                          |                | Dallas Destiny         | 2½                     |                         |               |  |  |            |            |  |  |        |        |
|  |                          |                |                        | New York Knights       | 1½                      |               |  |  |            |            |  |  |        |        |
|  | New York Knights         |                |                        | New York Knights       | 1½                      |               |  |  |            |            |  |  |        |        |
|  |                          |                |                        |                        |                         |               |  |  |            |            |  |  |        |        |
|  | Freilos                  |                |                        |                        |                         |               |  |  |            |            |  |  |        |        |
|  | New York Knights         | 2½             |                        |                        |                         |               |  |  |            |            |  |  |        |        |
|  | New York Knights         | 2½             |                        |                        |                         |               |  |  |            |            |  |  |        |        |
|  |                          |                |                        |                        | Rio Grande Ospreys      | 1½            |  |  |            |            |  |  |        |        |
|  | Rio Grande Ospreys       |                |                        |                        | Rio Grande Ospreys      | 1½            |  |  |            |            |  |  |        |        |
|  |                          |                |                        |                        |                         |               |  |  |            |            |  |  |        |        |
|  | Freilos                  |                |                        |                        |                         |               |  |  |            |            |  |  |        |        |
|  | Dallas Destiny           | 2              |                        |                        |                         |               |  |  |            |            |  |  |        |        |
|  | Dallas Destiny           | 2              |                        |                        |                         |               |  |  |            |            |  |  |        |        |
|  |                          |                |                        | St. Louis Arch Bishops | 2                       |               |  |  |            |            |  |  |        |        |
|  | St. Louis Arch Bishops   |                |                        | St. Louis Arch Bishops | 2                       |               |  |  |            |            |  |  |        |        |
|  |                          |                |                        |                        |                         |               |  |  |            |            |  |  |        |        |
|  | Freilos                  |                |                        |                        |                         |               |  |  |            |            |  |  |        |        |
|  | St. Louis Arch Bishops   | 2½             |                        |                        |                         |               |  |  |            |            |  |  |        |        |
|  | St. Louis Arch Bishops   | 2½             |                        |                        |                         |               |  |  |            |            |  |  |        |        |
|  |                          |                |                        |                        | New Jersey Knockouts    | 1½            |  |  |            |            |  |  |        |        |
|  | New Jersey Knockout      | 2½             |                        |                        | New Jersey Knockouts    | 1½            |  |  |            |            |  |  |        |        |
|  | New Jersey Knockout      | 2½             |                        |                        |                         |               |  |  |            |            |  |  |        |        |
|  | Seattle Sluggers         | 1½             |                        |                        |                         |               |  |  |            |            |  |  |        |        |
|  | Seattle Sluggers         | 1½             | St. Louis Arch Bishops | 2                      |                         |               |  |  |            |            |  |  |        |        |
|  |                          |                | St. Louis Arch Bishops | 2                      |                         |               |  |  |            |            |  |  |        |        |
|  |                          |                |                        | Miami Sharks           | 2                       |               |  |  |            |            |  |  |        |        |
|  | Manhattan Applesauce     |                |                        | Miami Sharks           | 2                       |               |  |  |            |            |  |  |        |        |
|  |                          |                |                        |                        |                         |               |  |  |            |            |  |  |        |        |
|  | Freilos                  |                |                        |                        |                         |               |  |  |            |            |  |  |        |        |
|  | Manhattan Applesauce     | 1              |                        |                        |                         |               |  |  |            |            |  |  |        |        |
|  | Manhattan Applesauce     | 1              |                        |                        |                         |               |  |  |            |            |  |  |        |        |
|  |                          |                |                        |                        | Miami Sharks            | 3             |  |  |            |            |  |  |        |        |
|  | Miami Sharks             |                |                        |                        | Miami Sharks            | 3             |  |  |            |            |  |  |        |        |
|  |                          |                |                        |                        |                         |               |  |  |            |            |  |  |        |        |
|  | Freilos                  |                |                        |                        |                         |               |  |  |            |            |  |  |        |        |

### Entscheidungen
|  | US-amerikanischer Mannschaftsmeister: St. Louis Arch Bishops |

### Wildcard Round
In beiden Wettkämpfen konnte sich die nach Setzliste favorisierte Mannschaft knapp durchsetzen.

### Viertelfinale
Das Viertelfinale sah neben drei Favoritensiege einen Außenseitersieg der Miami Sharks.

### Halbfinale
Im Halbfinale fielen zwei knappe Entscheidungen. Der Wettkampf zwischen St. Louis und Miami endete 2:2, so dass die Entscheidung in einem Tiebreak im Blitzschach (mit einer Bedenkzeit von 3 Minuten für die gesamte Partie zuzüglich 3 Sekunden Aufschlag pro Zug) fallen musste. Das Reglement sah vor, dass zunächst die am vierten Brett aufgestellten Spieler gegeneinander spielen mussten. Der Verlierer schied aus, während der Sieger gegen den am nächsthöheren Brett aufgestellten Spieler antrat. Bei einem Remis scheiterten beide Spieler, außer wenn ein am ersten Brett aufgestellter Spieler daran beteiligt war. In diesem Fall wurde die Partie mit vertauschten Farben neu angesetzt. Der Tiebreak war entschieden, sobald alle Spieler der einen Mannschaft ausgeschieden waren. Die Ergebnisse des Tiebreaks lauteten:
| Weiß                         | Schwarz                    | Ergebnis |
| ---------------------------- | -------------------------- | -------- |
| Spencer Finegold (St. Louis) | Gaston Andretta (Miami)    | 0:1      |
| Gaston Andretta (Miami)      | Matthew Larson (St. Louis) | 1:0      |
| Lê Quang Liêm (St. Louis)    | Gaston Andretta (Miami)    | 1:0      |
| Federico Gonzalez (Miami)    | Lê Quang Liêm (St. Louis)  | 0:1      |
| Lê Quang Liêm (St. Louis)    | Renier González (Miami)    | 0,5:0,5  |
| Julio Becerra Rivero (Miami) | Wesley So (St. Louis)      | 0:1      |

### Finale
Das Finale endete 2:2, so dass die Entscheidung in einem Tiebreak im Blitzschach (mit einer Bedenkzeit von 3 Minuten für die gesamte Partie zuzüglich 3 Sekunden Aufschlag pro Zug) fallen musste. Das Reglement sah vor, dass zunächst die am vierten Brett aufgestellten Spieler gegeneinander spielen mussten. Der Verlierer schied aus, während der Sieger gegen den am nächsthöheren Brett aufgestellten Spieler antrat. Bei einem Remis scheiterten beide Spieler, außer wenn ein am ersten Brett aufgestellter Spieler daran beteiligt war. In diesem Fall wurde die Partie mit vertauschten Farben neu angesetzt. Der Tiebreak war entschieden, sobald alle Spieler der einen Mannschaft ausgeschieden waren. Die Ergebnisse des Tiebreaks lauteten:
| Weiß                         | Schwarz                       | Ergebnis |
| ---------------------------- | ----------------------------- | -------- |
| Spencer Finegold (St. Louis) | Karthik Ramachandran (Dallas) | 1:0      |
| Francisco Guadalupe (Dallas) | Spencer Finegold (St. Louis)  | 0,5:0,5  |
| Matthew Larson (St. Louis)   | Jeffery Xiong (Dallas)        | 0:1      |
| Jeffery Xiong (Dallas)       | Varuzhan Akobian (St. Louis)  | 0:1      |
| Varuzhan Akobian (St. Louis) | Conrad Holt (Dallas)          | 1:0      |

## Auszeichnungen

### Most Valuable Player
Der Titel des Most Valuable Player (MVP) wurde aufgrund der Vorrundenergebnisse vergeben. Für eine Gewinnpartie am ersten Brett erhielt ein Spieler vier Punkte, für eine Niederlage wurden ihm vier Punkte abgezogen. Am zweiten Brett wurden analog 3,5 Plus- beziehungsweise Minuspunkte vergeben, am dritten Brett drei und vierten Brett 2,5. Zusätzlich wurde für jede mit den schwarzen Steinen erreichte Gewinn- und Remispartie ein Punkt gutgeschrieben. Den Titel gewann Wesley So (St. Louis) mit 28 Punkten, auf den Plätzen 2 und 3 folgten Andrei Stukopin (Rio Grande) und Joel Benjamin (New Jersey) mit 22 beziehungsweise 21,5 Punkten.

### Rookie of the Year
Der Titel des Rookie of the Year wurde für den erfolgreichsten Debütanten in der USCL vergeben. Der Titel ging an Wesley So (St. Louis), der 10 Punkte aus 11 Partien erreichte.

### Most Improved Player
Der Titel des Most Improved Player wurde an den Spieler vergeben, der seine Turnierleistung im Vergleich zu seinen vorherigen Teilnahmen an der USCL am meisten steigern konnte. Der Titel ging an Kevin Mo (Carolina).

### All Star Teams
Es wurden drei All Star Teams nominiert. Dem ersten Team gehörten Wesley So, Lê Quang Liêm (beide St. Louis), Francisco Guadalupe (Dallas) und David Golub (Seattle) an, dem zweiten Gata Kamsky (New York), Joel Benjamin (New Jersey), Richard Francisco (Atlanta) und Karthik Ramachandran (Dallas) und dem dritten Georgi Orlov (Dallas), Andrei Stukopin (Rio Grande), Cameron Wheeler (San Francisco) und Levy Rozman (Manhattan).

### Game of the Year
Nach jeder Runde wurde eine Partie der Woche (Game of the Week) gewählt, aus den 13 Partien der Woche sowie sieben weiteren Partien (Wildcards) wurde die Partie des Jahres (Game of the Year) gewählt. Der Titel ging an die Remispartie von Daniel Naroditsky (San Francisco) gegen Conrad Holt (Dallas) aus der achten Runde, auf den Plätzen 2 und 3 folgten die Gewinnpartien von Joel Benjamin (New Jersey) gegen Holden Hernández Carmenates (Rio Grande) aus der siebten Runde und von Wesley So (St. Louis) gegen Julio Becerra Rivero (Miami) aus dem Halbfinale.

## Die Meistermannschaft
| 1.            | St. Louis Arch Bishops |
| Schachfiguren | Lê Quang Liêm, Wesley So, Varuzhan Akobian, Ben Finegold, Anna Scharewitsch, Doug Eckert, Spencer Finegold, Matthew Larson, Jacob Wilkins, Julian Proleiko. |